# Уцмиюрт
Уцмиюрт (кум. Уцмуюрт)— село в Бабаюртовском районе Дагестана.
Образует сельское поселение село Уцмиюрт как единственный населённый пункт в его составе.

## Географическое положение
Расположено на правом берегу реки Терек, к юго-западу от районного центра Бабаюрт.
Ближайшие населённые пункты: на северо-западе — село Воскресеновское (Чечня), на северо-востоке — село Адиль-Янгиюрт, на юго-востоке — село Дзержинское и село Хариб, на юго-западе — станицы Шелковская и Гребенская (Чечня).

## История
Основано в 1870 году как кумыкское село, возникло в урочище «Додрас» как дача Арсланхана Уцмиева.
В 1883 г. село входило в состав 2-го (Аксайского) участка Хасавюртовского округа Терской области. Состояло из 31 двора. Моноэтническое кумыкское село.
По данным на 1890 г., частновладельческий хутор Уцму-Юрт принадлежал Османову и Джабцеву, состоял из 50 дворов, из которых только 1 двор принадлежал Хамамат-Юртовскому сельскому обществу. В этническом отношении на хуторе уже преобладали чеченцы. В 1894 году на месте хутора переселенцами из Херсонской губернии был основан новый населённый пункт. В 1907 году в нём проживало 17 семей (93 человека) малороссов.
По чеченской версии село основано чеченским тайпом коцой (къоцой). До депортации вайнахов в селе проживали кумыки и чеченцы. В 1900 году русское село в Хамамат-юртовском сельском обществе, состояло из 7 дворов.

## Население
| 1889  | 1914  | 1926  | 1939  | 1959  | 1970  | 1989  |
| ----- | ----- | ----- | ----- | ----- | ----- | ----- |
| 251   | ↘151  | ↗244  | ↗438  | ↗765  | ↗1266 | ↗2220 |
| 2002  | 2010  | 2012  | 2013  | 2014  | 2015  | 2016  |
| ↗3236 | ↗3541 | ↗3666 | ↗3781 | ↗3937 | ↗4035 | ↗4165 |
| 2017  | 2018  | 2019  | 2020  | 2021  | 2023  | 2024  |
| ↗4237 | ↗4336 | ↗4400 | ↗4486 | ↗4730 | ↗4848 | ↗4940 |
| 2025  |       |       |       |       |       |       |
| ↗5014 |       |       |       |       |       |       |

Национальный состав
По данным «Список населённых мест Терской области : По сведениям к 1 января 1883 года»:
| № | Национальность | Численность, чел. | Доля  |
| - | -------------- | ----------------- | ----- |
| 1 | кумыки         | 172               | 100 % |

По данным Всесоюзной переписи населения 1926 года:
| № | Национальность | Численность, чел. | Доля |
| - | -------------- | ----------------- | ---- |
| 1 | чеченцы        | 179               | 73 % |
| 2 | кумыки         | 65                | 27 % |

По данным Всероссийской переписи населения 2010 года:
| № | Национальность | Численность, чел. | Доля |
| - | -------------- | ----------------- | ---- |
| 1 | аварцы         | 3510              | 99 % |
| 2 | другие         | 31                | 1 %  |

## Галерея
- Круглая мечеть
- Соборная мечеть